# Nie (Zeitschrift)
Nie (deutsch: Nein), voller Titel Nie – dziennik cotygodniowy (wörtlich: Nein – wöchentliche Tageszeitung) ist ein seit 1990 einmal in der Woche erscheinendes satirisches Magazin in Polen.
Der Redaktionssitz ist in Warschau, Eigentümer und Chefredakteur war Jerzy Urban (1933–2022). Im Jahr 2018 verkaufte die Zeitung, die in ihren Hochzeiten bis zu 700.000 Exemplare absetzen konnte, nur noch durchschnittlich 25.000 Exemplare.
Das Magazin stellt regelmäßig Hinterfragungen von aktuellen Themen wie der polnischen Politik an. Begleitet wird dieser Schreibstil oft von satirischen Illustrationen. Kritiker sehen die Position der Zeitschrift als antiklerikal und Teil der postkommunistischen Linken.